# (36337) 2000 NK7
2000 NK7 (asteroide 36337) é um asteroide da cintura principal. Possui uma excentricidade de 0.11491590 e uma inclinação de 4.66736º.
Este asteroide foi descoberto no dia 4 de julho de 2000 por Spacewatch em Kitt Peak.